# Zorneding
Zorneding est une commune de Bavière (Allemagne), située dans l'arrondissement d'Ebersberg, dans le district de Haute-Bavière.
Le Stopselclub Zorneding est situé dans cette ville.